# PHAROS
Pour les articles homonymes, voir Pharos.
PHAROS, acronyme de Plateforme d'harmonisation, d'analyse, de recoupement et d'orientation des signalements, est un plateforme gouvernementale française de signalement des contenus et comportements en ligne illicites.

## Histoire
La plateforme, créée en 2009, est mise en œuvre par l'Office central de lutte contre la criminalité liée aux technologies de l'information et de la communication (OCLCTIC), une branche de la direction centrale de la Police judiciaire (DCPJ) qui est désormais l'Office anti-cybercriminalité (OFAC), une branche de la direction nationale de la Police judiciaire (DNPJ) de la direction générale de la Police nationale du ministère de l'Intérieur.
Fin 2019, Pharos est constituée de 27 personnes. En février 2020, 1 584 130 signalements ont été traités par depuis sa création, avec plus de 4 400 signalements hebdomadaires, en moyenne, dont 57 % concernent des escroqueries ou arnaques financières.
À la suite de l'attentat de Conflans-Sainte-Honorine en octobre 2020, et alors que certains messages menaçants du tueur de Samuel Paty y ont été signalés sans faire l'objet d'une enquête approfondie, le gouvernement ajoute vingt policiers et gendarmes afin que la plateforme fonctionne toute l'année 24 heures sur 24.
À titre d'exemple récent :
| Contenus                  | Nombre de demande de retrait |
| ------------------------- | ---------------------------- |
| Contenus terroristes      | 13 281                       |
| Escroqueries & extorsions | 35 250                       |
| Atteintes aux mineurs     | 16 473                       |
| Discriminations           | 17 067                       |
| Menaces diverses          | 8 289                        |

Les agents de la plateforme filtrent les messages les plus inquiétants pour les transmettre en urgence aux services de police, de renseignement ou antiterroristes (dont 326 en urgence absolue à des fins de sauvegarde de la vie humaine. Entre janvier et octobre 2021, 510 signalements ont été ainsi transmis aux autorités judiciaires. Pharos collabore avec de grandes plateformes comme Facebook et Twitter (aujoud'hui X) pour y faire supprimer les contenus faisant l’apologie du terrorisme ou à caractère pédopornographique. Ainsi, selon son bilan 2023, Pharos a, cette année là, demandé aux hébergeurs le retrait de 67 295 contenus classés « atteintes sexuelles sur mineurs », 2 549 contenus liés au terrorisme et 1 137 contenus discriminatoires, haineux…

## Signalements
Le graphique qui aurait dû être présenté ici ne peut pas être affiché car il utilise l'ancienne extension Graph, désactivée pour des questions de sécurité. Des indications pour créer un nouveau graphique avec la nouvelle extension Chart sont disponibles ici.

| Année        | 2009   | 2010   | 2011    | 2012    | 2013    | 2014    | 2015    | 2016    | 2017    | 2018    | 2019    | 2020    | 2021    | 2022    |
| ------------ | ------ | ------ | ------- | ------- | ------- | ------- | ------- | ------- | ------- | ------- | ------- | ------- | ------- | ------- |
| Signalements | 52 353 | 77 646 | 101 771 | 119 788 | 123 987 | 129 000 | 188 000 | 170 712 | 153 586 | 163 723 | 228 545 | 289 590 | 263 825 | 175 924 |

La typologie des signalements pour les 163 723 signalements reçus par la plateforme en 2018 est la suivante :
- 90 190 signalements dans le domaine des escroqueries et extorsions ;
- 20 547 dans le domaine des atteintes aux mineurs (pédopornographie, prédation sexuelle, etc.) ;
- 14 332 signalements dans le domaine des discriminations ;
- 4 567 signalements dans le domaine de l'apologie et de la provocation à des actes terroristes[12].

Le graphique qui aurait dû être présenté ici ne peut pas être affiché car il utilise l'ancienne extension Graph, désactivée pour des questions de sécurité. Des indications pour créer un nouveau graphique avec la nouvelle extension Chart sont disponibles ici.

## Fonctionnement
Les signalements peuvent être réalisés par tout citoyen sur le site Web de la plateforme. Une équipe de 50 agents de police et de gendarmerie analyse les signalements, et peut « alerter les services compétents tels la Police nationale, la Gendarmerie nationale, les douanes, la direction générale de la Concurrence, de la Consommation et de la Répression des fraudes (DGCCRF) en France et à l’étranger (en passant par Interpol) »,.
L’équipe de Pharos communique avec les grandes plateformes comme Facebook ou Twitter (aujourd'hui X), à qui elle demande régulièrement la suppression de contenus faisant l'apologie du terrorisme, ou à caractère pédopornographique.